# Goss Stadium at Coleman Field
A Goss Stadium at Coleman Field az Oregoni Állami Egyetem baseballstadionja az Amerikai Egyesült Államok Oregon államának Corvallis városában.

## Története
Az 1907-ben megnyílt pályát először április 12-én használták. Később felvette Ralph Coleman baseballedző nevét. Az első, 1981-es szezonja előtt három nappal balesetben elhunyt Scott Halbrook játékosról elnevezett eredményjelző 1986-tól a 2006-os cseréig maradt fenn. 1998-ban a John és Eline Goss általi 2,3 millió dolláros adományból a pálya köré fedett nézőteret építettek (mivel a pálya a campus központjában található, tervek voltak felszámolására és más célra való hasznosítására). Az új stadion első mérkőzését 1999. március 12-én játszották. 2002-ben kiépítették a világítást.
2006-ban új, videós visszajátszásra alkalmas eredményjelzőt telepítettek, a pálya burkolatát pedig gyepről és murváról műfűre cserélték (a hazai bázis és a dobópozíció murvás maradt, de előbbit később szintén műfűvel borították). 2008-ban VIP-lelátót és dicsőségcsarnokot építettek, befogadóképességét pedig kétezerről 3248 (később 3548) főre növelték. 2013-ban mérkőzésenként átlagosan 2676 látogatója volt.
2014-ben Jacoby Ellsbury egymillió dollárt adományozott; az összesen hárommillióból megvalósult bővítés keretében 2015-ben sörkertet alakítottak ki és új műfüvet telepítettek. 2016-ban az eredményjelzőt elbontották, hogy helyére kétszer akkora LED-falat helyezzenek.
A pályán az NCAA 12 regionális (1952, 1963, 2005, 2006, 2011, 2013, 2014, 2017, 2018, 2019, 2022, 2024) és hét második körös regionális (2005, 2006, 2007, 2013, 2017, 2018, 2022) bajnokságát rendezték  meg.

## Létesítménye
Ez az állam leghosszabb ideje folyamatosan használt baseballstadionja. Délkeleti tájolása miatt naplementekor a bázisjátékosok látási viszonyai korlátozottak (általában északkeleti tájolást javasolnak).
2007 óta a Corvallis Knights is használja.

## Fordítás
- Ez a szócikk részben vagy egészben  a   Goss Stadium at Coleman Field című angol Wikipédia-szócikk ezen változatának fordításán alapul.  Az eredeti cikk szerkesztőit annak laptörténete sorolja fel. Ez a jelzés csupán a megfogalmazás eredetét és a szerzői jogokat jelzi, nem szolgál a cikkben szereplő információk forrásmegjelöléseként.